# IC 664
IC 664 је елиптична галаксија у сазвјежђу Лав која се налази на листи објеката дубоког неба у Индекс каталогу.
Деклинација објекта је + 10° 33' 11" а ректасцензија 11h 0m 45,4s. Привидна величина (магнитуда) објекта IC 664 износи 13,4 а фотографска магнитуда 14,4. IC 664 је још познат и под ознакама MCG 2-28-42, CGCG 66-91, DRCG 22-45, PGC 33191.